# کارلوس اسلیم
کارلوس اسلیم (به اسپانیایی: Carlos Slim) (زاده ۲۸ ژانویه ۱۹۴۰ در مکزیکو سیتی) کارآفرین، بازرگان و سرمایه‌دار مکزیکی لبنانی‌تبار است، که بر پایه رتبه‌بندی وال استریت ژورنال، همچنین مجلهٔ فرچون و فوربز، از ماه اوت سال ۲۰۰۷ به‌عنوان ثروتمندترین فرد جهان شناخته می‌شود.
اسلیم نقش عمده‌ای در صنایع ارتباطی در مکزیک و آمریکای لاتین دارد. وی مالک شرکت‌های گروپو کارسو، آمریکا موویل، تلمکس، سانبورنز و تل‌سل محسوب می‌شود.
علت اصلی رسیدن او به ثروت افسانه ای خرید تلمکس، در فرایند خصوصی‌سازی از دولت مکزیک بوده‌است، در این معامله که زد و بند در آن مشهود بوده، مبلغ معامله با تأخیر و از ناحیه درآمد شرکت مزبور پرداخت شده‌است
طبق بررسی‌های مجلهٔ فوربز در سال ۲۰۱۱، کارلوس اسلیم بیست‌وسومین انسان قدرتمند جهان است.
.

## خانواده
پدر او خلیل سلیم حداد در سال ۱۹۰۲ در حالی که ۱۴ سال داشت، از لبنان به مکزیک مهاجرت کرد و نام خود را به خولیان تغییر داد. او در سال ۱۹۱۱ میلادی، یک مغازهٔ کلوچه و شورمزه فروشی، در مکزیکوسیتی به نام (kirm ba zart) به معنی «ستاره شرق» افتتاح نمود و ملکی را نیز در جنوب این شهر، خریداری کرد. وی که در زمان خود تاجر برجسته‌ای بود، در اوت ۱۹۲۶ با لیندا اِلو، دختر تاجر لبنانی موفق دیگری، ازدواج کرد. این زوج صاحب شش فرزند شدند، که پنجمین آن‌ها کارلوس نام گرفت.
اسلیم نام خانوادگی پدر کارلوس، خولیان می‌باشد، که قبل از آمدن به مکزیک یوسف سلیم حداد نامیده می‌شده‌است. پس از ورود به مکزیک به‌طور رسمی خولیان اسلیم حداد نامیده شد. اِلو که همان «حَلو» در زبان عربی به معنای «شیرین» است، که به تلفظ اسپانیایی درآمده‌است، نام خانوادگی مادر او بود. این نام براساس قوانین نام‌گذاری زبان اسپانیایی گذاشته شده‌است.
در روز ۸ اوت سال ۲۰۰۷، مجلهٔ فورچون گزارش داد، که کارلوس اسلیم بیل گیتس، ثروتمندترین مرد دنیا را پشت سر گذاشت. تخمین مجلهٔ فورچون از دارایی‌های اسلیم، در پایان ماه ژوئیه در حدود ۵۹ میلیارد دلار بوده‌است. دارایی‌های بنیان‌گذار مایکروسافت؛ بیل گیتس، در حدود ۵۸ میلیارد دلار، توسط همین مجله تخمین زده شده‌است.
در روز چهارم ماه اوت سال ۲۰۰۷، وال استریت ژورنال در مقاله‌ای پیرامون اسلیم نوشت: درحالی‌که ارزش سهام او در بازار بورس شرکت‌ها هر لحظه امکان سقوط دارد، در حال حاضر او از بیل گیتس ثروتمندتر است.
در بیست و نهم ماه مارس سال ۲۰۰۷ میلادی، کارلوس اسلیم با دارایی معادل ۵۳٫۱ میلیارد دلار، وارن بافت دومین میلیاردر دنیا با دارایی در حدود ۵۲٫۴ میلیارد دلار را پشت سر گذاشت.

در ۵ مارس ۲۰۱۲ بلومبرگ لیست ۲۰ نفره ثروتمندترین‌های دنیا را ارائه داد که بر طبق آن کارلوس اسلیم به عنوان ثروتمندترین فرد جهان شناخته شد.

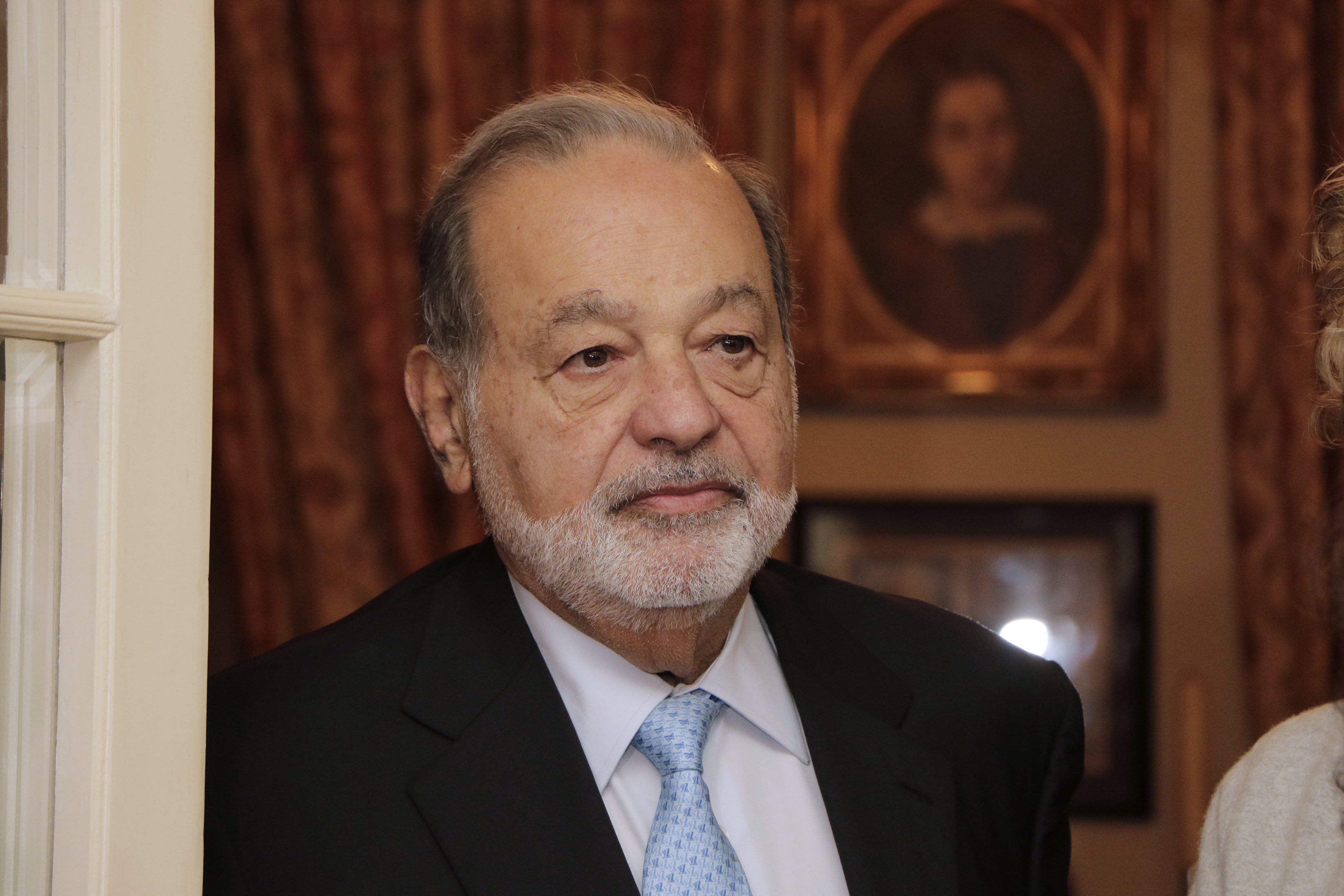
در سال ۲۰۱۸

در نهایت در ماه مارس سال ۲۰۱۴ میلادی مجله اقتصادی فوربز، در فهرست منتشر شده میلیاردرهای جهان در سال ۲۰۱۴، بیل گیتس را با ثروت ۷۶ میلیارد دلار، به‌عنوان ثروتمندترین فرد جهان، معرفی کرد، که باعث شد کارلوس اسلیم با ۷۲ میلیارد دلار به مقام دوم این لیست تنزل پیدا کند.

## نیکوکاری
پس از مرگ سمیه جمایل، کارلوس اسلیم مجموعه خصوصی‌اش را که شامل بیش از ۶۰هزار اثر هنری ممتاز می‌شد را به موزه‌ای که به یاد همسرش در شهر مکزیکو سیتی ساخت، اهدا کرد. بازدید از این موزه رایگان است.